# Schurawlinski
Schurawlinski (russisch Журавлинский) ist ein Weiler (chutor) in der Oblast Kursk in Russland. Er gehört zum Rajon Prjamizyno und zur Landgemeinde (selskoje posselenije) Lobasowski selsowjet.

## Geographie
Der Ort liegt gut 21 km Luftlinie südwestlich des Oblastverwaltungszentrums Kursk im südwestlichen Teil der Mittelrussischen Platte, 9 km südlich des Rajonverwaltungszentrums Prjamizyno, 0,5 km vom Sitz des Dorfsowjet – Schurawlino, 67 km von der Grenze zwischen Russland und der Ukraine, am Fluss Worobscha (linker Nebenfluss des Seim).

### Klima
Das Klima im Ort ist wie im Rest des Rajons kalt und gemäßigt. Es gibt während des Jahres eine erhebliche Niederschlagsmenge. Dfb lautet die Klassifikation des Klimas nach Köppen und Geiger.

## Bevölkerungsentwicklung
| Jahr | Einwohner |
| ---- | --------- |
| 2002 | 43        |
| 2010 | ▼41       |

Anmerkung: Volkszählungsdaten

## Verkehr
Schurawlinski liegt 9 km von der Fernstraße föderaler Bedeutung M2 „Krim“ (ein Teil der Europastraße E105), an der Straße regionaler Bedeutung 38K-010 (M2 „Krim“ – Iwanino, Teil der Europastraße E38), 1 km von der Straße interkommunaler Bedeutung 38N-072 (Teil des Dorfes Djakonowo: 4. Okolotok – Schurawlinski, Schurawlino – Asphaltmischanlage des Rajon Prjamizyno) und 9 km vom nächsten Bahnhof Djakonowo (Eisenbahnstrecke Lgow-Kijewskij – Kursk) entfernt.
Der Ort liegt 111 km vom internationalen Flughafen von Belgorod entfernt.